# Ladjedelnica Admiralti
Ladjedelnica Admiralti (rusko Адмиралтейские верфи) (prej Ladjedelnica št. 194) je ena največjih in najstarejših ladjedelnic v Rusiji. Nahaja se v Sankt Peterburgu. Na splaviščih ladjedelnice je prostora za ladje z izpodrivom do 70.000 ton, dolžine do 250 m in širine do 35 m. Med izdelanimi vojnimi ladjami ladjedelnice so jedrske in dizel-električne podmornice in velike pomožne ladje.
Je prvo industrijsko podjetje Sankt Peterburga. Gradnja ladjedelnice se je začela na levem bregu Velike Neve 5. novembra 1704. Aprila 1706 je bila splavljena prva ladja. Do decembra 1709 je ladjedelnica gradila predvsem manjše ladje (galeje, brigantine, bueri, prame, šnjave). Decembra 1709 je bil položen gredelj prve linijske ladje – Poltave s 54 topovi (splavljena leta 1712).
Leta 1725 je bila v ladjedelnici zgrajena prva podmornica – skrita ladja Jefima Nikonova.
Od leta 1966 je ladjedelnica izdelovala jedrske podmornice razredov Jorš, Sjomga in Ščuka ter Lira. Po razpadu ZSSR je ladjedelnica gradila predvsem dizel-električne podmornice razredov Paltus in Varšavjanka ter Lada za rusko ministrstvo za obrambo in izvoz (med letoma 2006 in 2019 je bilo izdelanih šest podmornic za Vietnam (v vrednosti 1,8 mrd USD) in štiri za Alžirijo).
Leta 2021 je ladjedelnica zaposlovala 8205 ljudi po vodstvom generalnega direktorja Aleksandra Sergejeviča Buzakova.
Ladjedelnica ima dve splavišči na odprtem za ladje izpodriva do 70.000 ton, dolžine do 259 m in širine do 35 m. Poleg tega ima tudi pet pokritih splavišč za ladje z izpodrivom do 10.000 ton dolžine do 120 m in dve pokriti splavišči za ladje z izpodrivom do 10.000 ton dolžine do 100 m. Ima tudi dva plavajoča doka.